# Dialeto Cauchois (Língua Normanda)
Normando Cauchois ou formalmente Cauchois (fr: koʃwa; em normando:  Caucheis)  É um dos dialetos orientais do normando que é falado e recebe seu nome da região do Pays de Caux, no departamento da Seine-Maritime.